# Westraltrachia recta
Westraltrachia recta é uma espécie de gastrópode  da família Camaenidae.
É endémica da Austrália.